# Pospelowo (Kaliningrad, Prawdinsk)
Pospelowo (russisch Поспелово, deutsch Progen) ist ein erloschenes Dorf in der russischen Oblast Kaliningrad (Königsberg (Preußen)) innerhalb des Rajon Prawdinsk (Friedland).

## Geographische Lage
Pospelowo lag südwestlich von Druschba (Allenburg) am rechten Ufer der Alle (heute russisch: Lawa). Bis zur einstigen Kreisstadt Snamensk (Wehlau) waren es 16 Kilometer. Durch den Ort verlief die heute russische Fernstraße R 514 und ehemalige deutsche Reichsstraße 142, eine Bahnanbindung bestand nicht.

## Geschichte
Das bis 1946 Progen genannte Gutsdorf wurde um 1400 gegründet. 
Im Jahre 1874 kam es zum neu errichteten Amtsbezirk Neumühl (heute russisch: Kostromino), der bis 1945 bestand und zum Kreis Wehlau im Regierungsbezirk Königsberg der preußischen Provinz Ostpreußen gehörte. Im Jahre 1910 zählte Progen 92 Einwohner.
Am 30. September 1928 gab Progen seine Selbständigkeit auf und wurde mit dem Wohnplatz Damerau in die Stadtgemeinde Allenburg (heute russisch: Druschba) eingegliedert.
In Kriegsfolge kam Progen mit dem nördlichen Ostpreußen 1945 zur Sowjetunion und erhielt 1950 die russische Bezeichnung „Pospelowo“. In den ersten Nachkriegsjahren war Pospelowo noch besiedelt, wurde dann aber aufgegeben.

## Kirche
Die überwiegend evangelische Bevölkerung Progens war bis 1945 in das Kirchspiel der Kirche Allenburg (Druschba) eingepfarrt. Es gehörte zum Kirchenkreis Kirchenkreis Wehlau (Snamensk) in der Kirchenprovinz Ostpreußen der Kirche der Altpreußischen Union. Die letzten deutschen Geistlichen vor 1945 waren die Pfarrer Alfred Blaesner und Michael Klumbies.